# Malavillers
Malavillers est une commune française située dans le département de Meurthe-et-Moselle en région Grand Est.

## Géographie
L'altitude moyenne estimée de cette commune est de 360 m. La superficie est de 4,43 km².
| Mercy-le-haut |                 | Audun-le-Roman |
|               | Malavillers     |                |
| Murville      | Mont-Bonvillers | Anderny        |

### Hydrographie
La commune est traversée par la ligne de partage des eaux entre les bassins versants du Rhin et de la Meuse au sein du bassin Rhin-Meuse. Elle n'est drainée par aucun cours d'eau,.

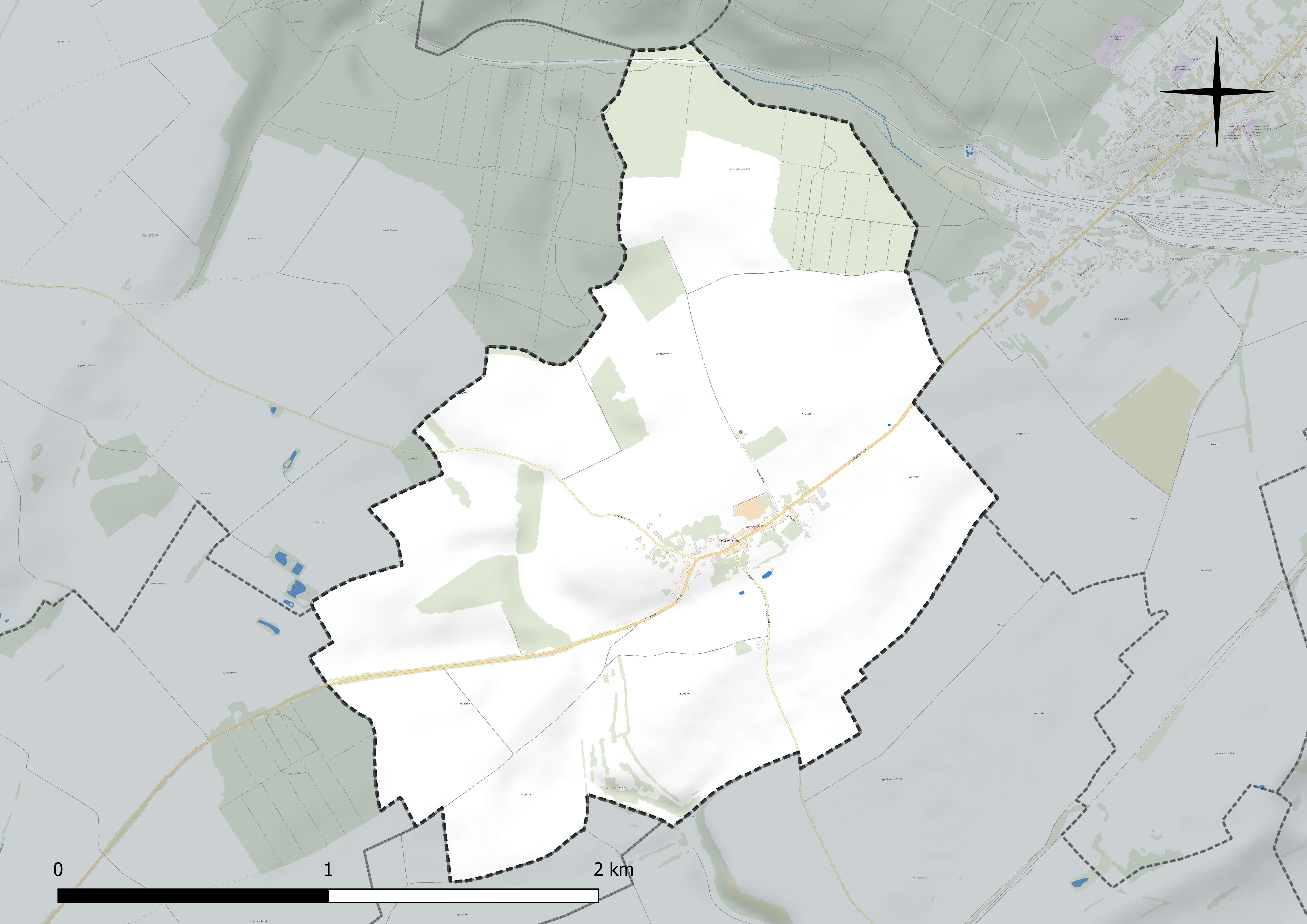
Réseau hydrographique de Malavillers.

### Climat
Pour des articles plus généraux, voir Climat du Grand Est et Climat de Meurthe-et-Moselle.
En 2010, le climat de la commune est de type climat de montagne, selon une étude du Centre national de la recherche scientifique s'appuyant sur une série de données couvrant la période 1971-2000. En 2020, Météo-France publie une typologie des climats de la France métropolitaine dans laquelle la commune est exposée à un climat semi-continental et est dans la région climatique  Lorraine, plateau de Langres, Morvan, caractérisée par un hiver rude (1,5 °C), des vents modérés et des brouillards fréquents en automne et hiver. 
Pour la période 1971-2000, la température annuelle moyenne est de 9,3 °C, avec une amplitude thermique annuelle de 16,3 °C. Le cumul annuel moyen de précipitations est de 886 mm, avec 13,2 jours de précipitations en janvier et 9,3 jours en juillet. Pour la période 1991-2020, la température moyenne annuelle observée sur la station météorologique de Météo-France la plus proche, « Rouvres-en-woevre », sur la commune de Rouvres-en-Woëvre à 20 km à vol d'oiseau, est de 10,8 °C et le cumul annuel moyen de précipitations est de 668,3 mm. 
La température maximale relevée sur cette station est de 40,2 °C, atteinte le 24 juillet 2019 ; la température minimale est de −15,4 °C, atteinte le 7 février 2012,,. 
Les paramètres climatiques de la commune ont été estimés pour le milieu du siècle (2041-2070) selon différents scénarios d'émission de gaz à effet de serre à partir des nouvelles projections climatiques de référence DRIAS-2020. Ils sont consultables sur un site dédié publié par Météo-France en novembre 2022.

## Urbanisme

### Typologie
Au 1er janvier 2024, Malavillers est catégorisée commune rurale à habitat dispersé, selon la nouvelle grille communale de densité à sept niveaux définie par l'Insee en 2022.
Elle est située hors unité urbaine et hors attraction des villes,.

### Occupation des sols
L'occupation des sols de la commune, telle qu'elle ressort de la base de données européenne d’occupation biophysique des sols Corine Land Cover (CLC), est marquée par l'importance des territoires agricoles (88,4 % en 2018), une proportion identique à celle de 1990 (88,4 %). La répartition détaillée en 2018 est la suivante : terres arables (72,4 %), zones agricoles hétérogènes (13,7 %), forêts (11,6 %), prairies (2,3 %). L'évolution de l’occupation des sols de la commune et de ses infrastructures peut être observée sur les différentes représentations cartographiques du territoire : la carte de Cassini (XVIIIe siècle), la carte d'état-major (1820-1866) et les cartes ou photos aériennes de l'IGN pour la période actuelle (1950 à aujourd'hui).

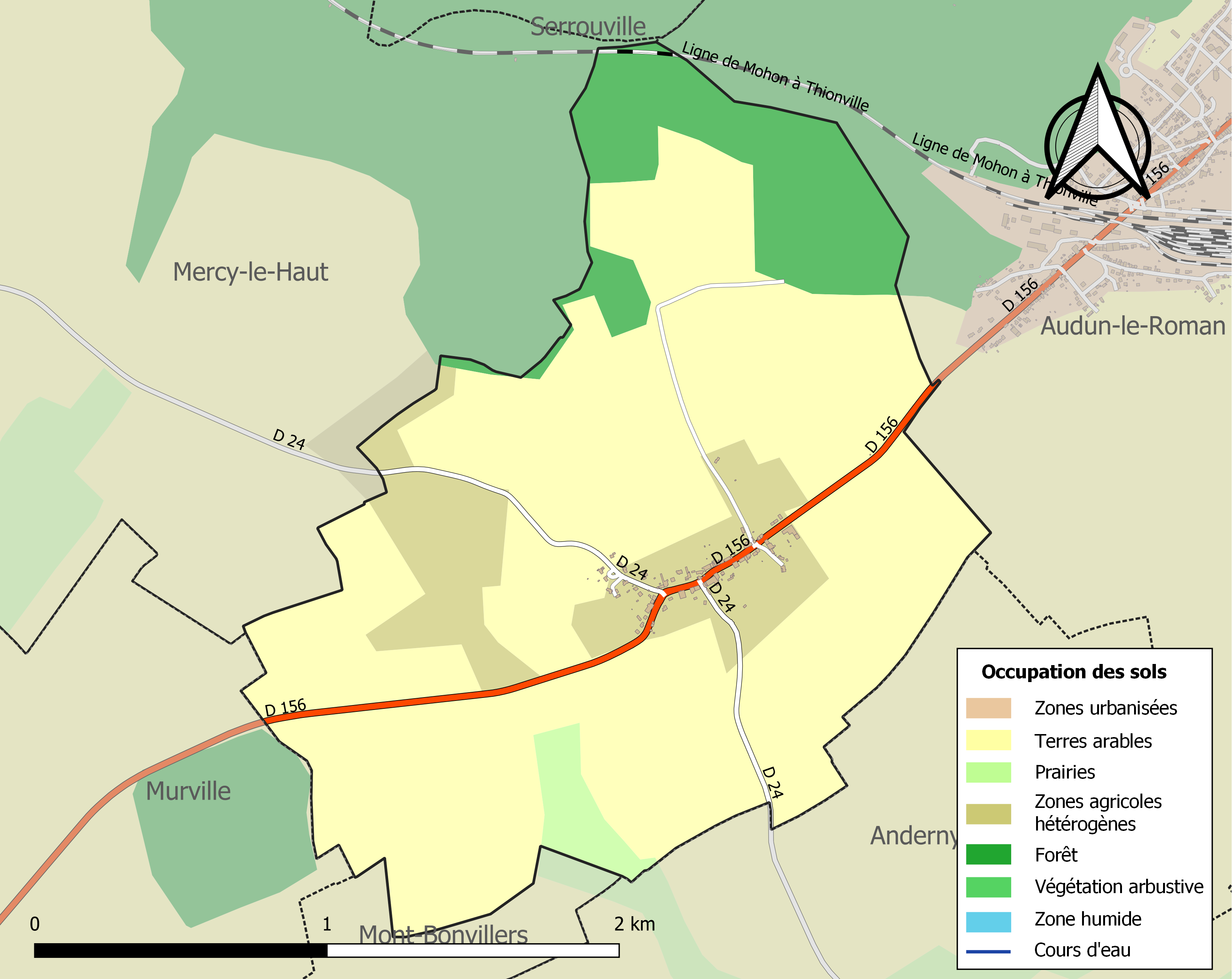
Carte des infrastructures et de l'occupation des sols de la commune en 2018 (CLC).

## Toponymie
- D'un nom de personne germanique Madelo ou Malolt + villare[réf. nécessaire].
- Mallanviller en 1594, Malovillari (1570), Malovillers (XVIe siècle)[réf. nécessaire].

## Histoire
Village de l'ancienne province du Barrois.

## Politique et administration
| Période                                  | Période                   | Identité                                         | Étiquette | Qualité            |
| ---------------------------------------- | ------------------------- | ------------------------------------------------ | --------- | ------------------ |
| Les données manquantes sont à compléter. |                           |                                                  |           |                    |
| mars 1989                                | mars 2016                 | Jean Onyszczuk                                   |           | décédé en fonction |
| juin 2016                                | En cours (au 23 mai 2020) | Jean-Michel Thil, Réélu pour le mandat 2020-2026 |           | Ancien employé     |

## Population et société

### Démographie
L'évolution du nombre d'habitants est connue à travers les recensements de la population effectués dans la commune depuis 1793. Pour les communes de moins de 10 000 habitants, une enquête de recensement portant sur toute la population est réalisée tous les cinq ans, les populations de référence des années intermédiaires étant quant à elles estimées par interpolation ou extrapolation. Pour la commune, le premier recensement exhaustif entrant dans le cadre du nouveau dispositif a été réalisé en 2008.

En 2022, la commune comptait 125 habitants, en évolution de −8,09 % par rapport à 2016 (Meurthe-et-Moselle : −0,13 %, France hors Mayotte : +2,11 %).
| 1793 | 1800 | 1806 | 1836 | 1841 | 1861 | 1866 | 1872 | 1876 |
| ---- | ---- | ---- | ---- | ---- | ---- | ---- | ---- | ---- |
| 171  | 148  | 157  | 251  | 203  | 197  | 168  | 189  | 196  |

| 1881 | 1886 | 1891 | 1896 | 1901 | 1906 | 1911 | 1921 | 1926 |
| ---- | ---- | ---- | ---- | ---- | ---- | ---- | ---- | ---- |
| 201  | 189  | 167  | 136  | 136  | 183  | 202  | 101  | 159  |

| 1931 | 1936 | 1946 | 1954 | 1962 | 1968 | 1975 | 1982 | 1990 |
| ---- | ---- | ---- | ---- | ---- | ---- | ---- | ---- | ---- |
| 174  | 175  | 151  | 153  | 156  | 140  | 111  | 106  | 112  |

| 1999 | 2006 | 2008 | 2013 | 2018 | 2022 | - | - | - |
| ---- | ---- | ---- | ---- | ---- | ---- | - | - | - |
| 134  | 145  | 149  | 142  | 129  | 125  | - | - | - |

## Culture locale et patrimoine

### Lieux et monuments
- Château à Malavillers reconstruit au XVIIIe siècle. A appartenu successivement aux familles de Haut de Malavillers, d'Hesbert, de Maigret, de Couet de Lorry. Détruit à la guerre de 1914, il ne subsiste que le portail du parc.

### Édifice religieux

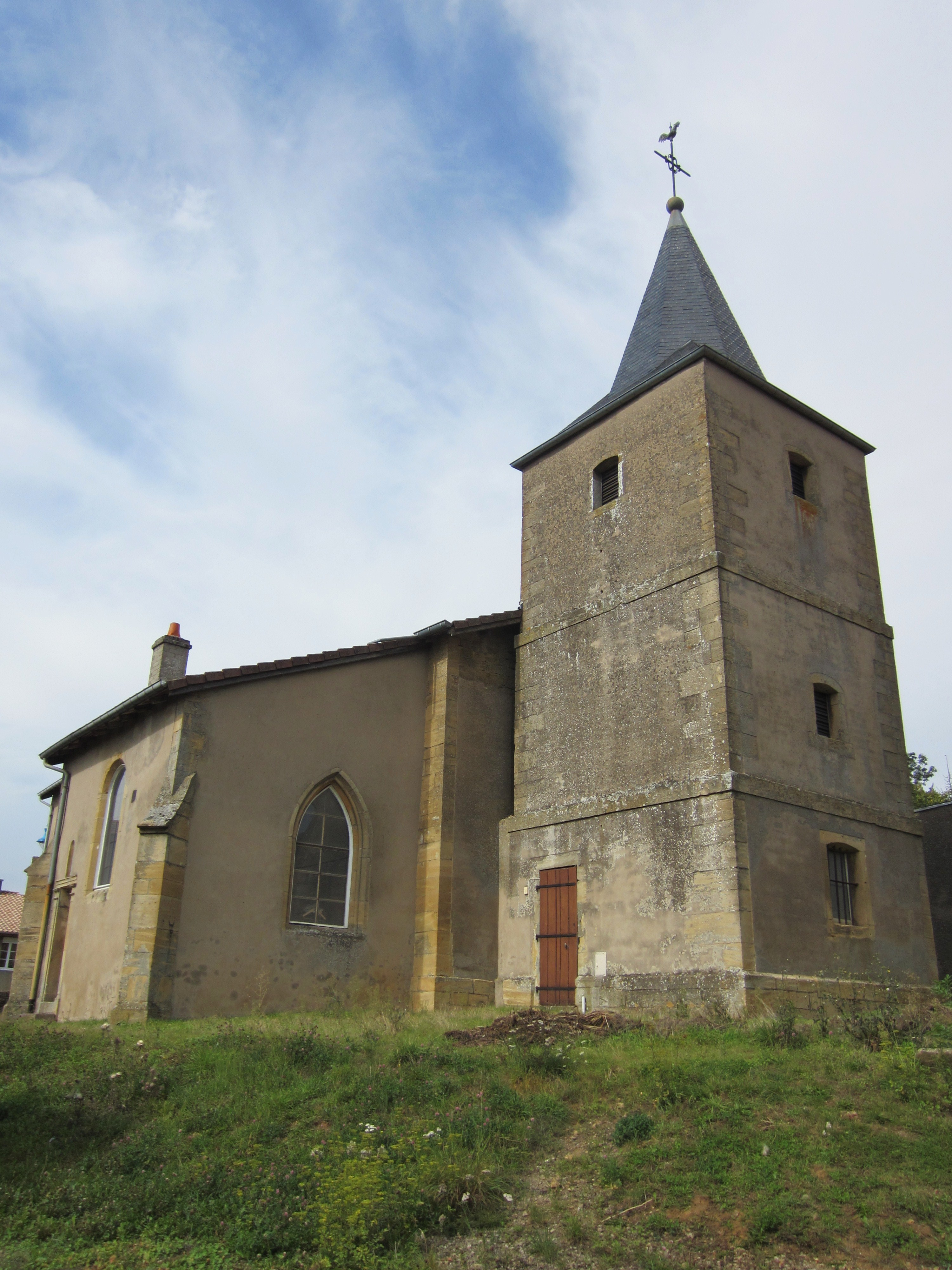
Église paroissiale Saint-Didier.

- Église paroissiale Saint-Didier reconstruite au XVIIIe siècle ; tour romane, clocher restaurée après 1914 ; sacristie installée dans l'ancienne chapelle castrale construite au XVIe siècle.

### Héraldique, logotype et devise
| Blason de Malavillers | Blason  | D'azur à la croix ancrée d'argent, cantonnée de quatre besants de même et chargée en coeur d'une rose du champ. |
| Blason de Malavillers | Détails | Il s’agit des armes de la famille Malavillers seigneur du lieu. Adopté en 1993.                                 |